# Adlullia icilia
Adlullia icilia är en fjärilsart som beskrevs av Stoll 1790. Adlullia icilia ingår i släktet Adlullia och familjen tofsspinnare. Inga underarter finns listade i Catalogue of Life.